# Cereopsius sexmaculatus
Cereopsius sexmaculatus är en skalbaggsart som beskrevs av Aurivillius 1907. Cereopsius sexmaculatus ingår i släktet Cereopsius och familjen långhorningar.
Artens utbredningsområde är Filippinerna. Inga underarter finns listade i Catalogue of Life.